# Åke Dahlqvist

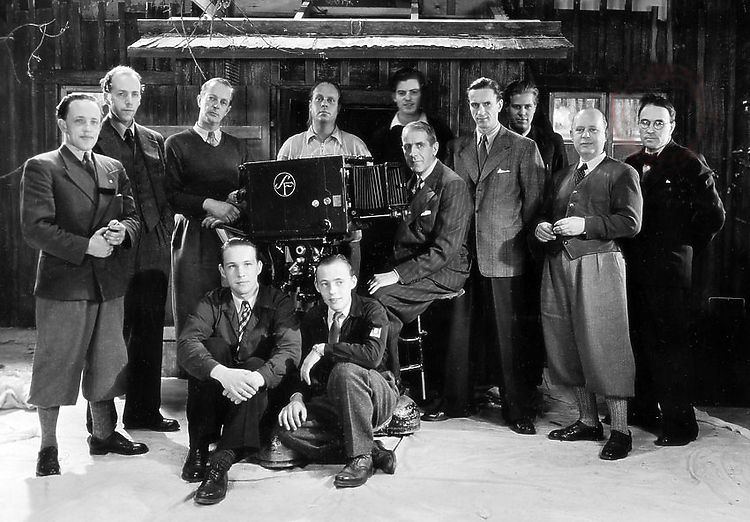
Louis Huch stående längst till höger på fotot tillsammans med kollegor vid Svensk Filmindustri. Bland dessa återfinns Martin Bodin, Gustaf Boge, Gösta Roosling, Arne Lagercrantz, Åke Dahlqvist och Gunnar Fischer. Fotot troligen taget av Huch med självutlösare.

Åke Dahlqvist, född 11 januari 1901 i Hallsberg i Örebro län, död 19 juni 1991 i Skanör, var en svensk filmfotograf. 

## Biografi
Under flera decennier var Dahlqvist en av Sveriges flitigaste filmfotografer. Han förde det svenska filmfotots gedigna traditioner från Victor Sjöström och Mauritz Stillers dagar vidare. Dahlqvist började som assistent åt filmfotografen Julius Jaenzon. Under sitt mångåriga samarbete med regissören Gustaf Molander representerade Åke Dahlqvists foto den så kallade "sobra Råsundastilen" som var typisk för bolaget Svensk Filmindustris produktioner på 1930- och 1940-talet. ”Allt var så konstruerat. Vi gjorde konster, men sällan konst”, kommenterade Åke Dahlqvist den tiden.
Dahlqvists filmintresse föddes hemma i Roslagsnäs redan sommaren 1920, då han såg regissören John Brunius spela in filmen Gyurkovicsarna; Dahlqvist uppsökte därefter Svensk Filmindustri och hörde sig för om arbete. Där fick han jobb på laboratoriet, vilket sedan ledde till att han 1923 debuterade som B-fotograf under Julius Jaenzon med filmen Livet på landet som spelades in i Skåne. 
Under åren med Julius Jaenzon förfinade Dahlqvist sin belysningsteknik. Han var skicklig att fånga naturens stämningar, något han demonstrerade i Alf Sjöbergs debutfilm Den starkaste som spelades in i Tromsø och Norra ishavet 1929. 
År 1935 filmade han Munkbrogreven där Ingrid Bergman gör sin filmdebut. De återsågs 1938 vid inspelningen av En kvinnas ansikte, en film som fick beröm för sitt målande foto: ”Annas hatfyllda sinne kastar mörka skuggor över den aningslösa idyllen och markeras av Åke Dahlqvists foto genom ett dramatiskt ljusdunkel.”

## Filmografi i urval

### Filmfoto
- 1927 – Hans engelska fru
- 1929 – Den starkaste
- 1930 – Flottans lilla fästmö
- 1931 – Fröken, Ni liknar Greta Garbo!
- 1931 – Brokiga Blad
- 1931 – Dantes mysterier
- 1931 – Röda dagen
- 1931 – Trötte Teodor
- 1931 – En natt
- 1932 – Tango
- 1932 – Svarta rosor
- 1932 – Vi som går köksvägen
- 1932 – Värmlänningarna
- 1932 – Lyckans gullgossar
- 1933 – Pettersson & Bendel
- 1934 – Anderssonskans Kalle
- 1935 – Äktenskapsleken
- 1935 – Munkbrogreven
- 1935 – Swedenhielms
- 1936 – Igloo
- 1936 – På Solsidan
- 1936 – Intermezzo
- 1937 – Katt över vägen
- 1937 – Ryska snuvan
- 1937 – John Ericsson – segraren vid Hampton Roads
- 1938 – Två år i varje klass
- 1938 – En kvinnas ansikte
- 1939 – Gubben kommer
- 1940 – Stål
- 1940 – Lillebror och jag
- 1940 – Juninatten
- 1940 – Hans Nåds testamente
- 1941 – Striden går vidare
- 1941 – Fröken Vildkatt
- 1942 – Jacobs stege
- 1942 – En trallande jänta
- 1943 – En vår i vapen
- 1944 – Dolly tar chansen
- 1945 – Galgmannen
- 1946 – Kristin kommenderar
- 1947 – Konsten att älska
- 1947 – Pappa sökes
- 1948 – Jag är med eder...
- 1948 – Eva
- 1949 – Kärleken segrar
- 1949 – Svenske ryttaren
- 1950 – Fästmö uthyres
- 1950 – Kvartetten som sprängdes
- 1953 – Ingen mans kvinna
- 1954 – Herr Arnes penningar
- 1956 – Ratataa
- 1956 – Sången om den eldröda blomman
- 1957 – Nattens ljus
- 1958 – Bock i örtagård
- 1959 – Sköna Susanna och gubbarna
- 1965 – Ett sommaräventyr
- 1965 – Pang i bygget
- 1967 – En sån strålande dag
- 1968 – Kvinnolek
- 1968 – Komedi i Hägerskog
- 1968 – Carmilla
- 1972 – Mannen från andra sidan